# Africada velar sonora
La africada velar sonora es un tipo de sonido consonántico, utilizado en muy pocos idiomas hablados. Los símbolos del Alfabeto Fonético Internacional que representan este sonido son ⟨ ɡ͡ɣ ⟩ y ⟨ ɡ͜ɣ ⟩, y el símbolo X-SAMPA equivalente es. Se puede omitir la barra de unión, lo que da como resultado ⟨ ɡɣ ⟩ en IPA y en X-SAMPA es  g_G gG.

## Características
Características de la africada velar sonora:
- Su forma de articulación es africada , lo que significa que se produce primero deteniendo el flujo de aire por completo y luego permitiendo que el aire fluya a través de un canal estrecho en el lugar de la articulación, lo que provoca turbulencia.

- Su lugar de articulación es velar , lo que significa que se articula con la parte posterior de la lengua (el dorso) en el paladar blando.

- Su fonación es sonora, lo que significa que las cuerdas vocales vibran durante la articulación.

- Es una consonante oral , lo que significa que el aire solo puede escapar por la boca.

- Es una consonante central , lo que significa que se produce al dirigir la corriente de aire a lo largo del centro de la lengua, en lugar de hacia los lados.

- El mecanismo de la corriente de aire es pulmonar, lo que significa que se articula empujando el aire únicamente con los músculos intercostales y el diafragma, como en la mayoría de los sonidos.

## Ocurre en
| Idioma | Idioma                 | Palabra | AFI      | Significado | Notes |
| ------ | ---------------------- | ------- | -------- | ----------- | --- |
| inglés | Broad Cockney          | good    | [ˈɡ͡ɣʊˑd̥] | 'bien'      | alofono ocacional de /ɡ/ |
| inglés | Received pronunciation | good    | [ˈɡ͡ɣʊˑd̥] | 'bien'      | alofono ocacional de /ɡ/ |
| inglés | Escocés                | good    | [ˈɡ͡ɣʊˑd̥] | 'bien'      | Posible alófono inicial de sílaba y final de palabra de / ɡ / . (Wells, 1982, p. 372) Ver fonología inglesa /ɡ/. ver fonología inglesa |